# Neckera hedbergii
Neckera hedbergii är en bladmossart som beskrevs av Potier de la Varde 1955. Neckera hedbergii ingår i släktet fjädermossor, och familjen Neckeraceae. Inga underarter finns listade i Catalogue of Life.